# Brillante de Miramar
Brillante de Miramar är en ort i Mexiko.   Den ligger i kommunen Pénjamo och delstaten Guanajuato, i den centrala delen av landet, 290 km väster om huvudstaden Mexico City. Brillante de Miramar ligger 1 698 meter över havet och antalet invånare är 122.
Terrängen runt Brillante de Miramar är platt åt sydväst, men åt nordost är den kuperad. Runt Brillante de Miramar är det ganska tätbefolkat, med 58 invånare per kvadratkilometer. Närmaste större samhälle är Angamacutiro de la Unión, 8,7 km sydost om Brillante de Miramar. I omgivningarna runt Brillante de Miramar växer huvudsakligen savannskog.